# المحاذاة-م

## المحاذاة-م (Align-m)
هو برنامج محاذاة متعددة التسلسل (multiple sequence alignment ) تمت كتابته بواسطتة ايفو فان وول (Ivo Van Walle.)

### لدى برنامج المحاذاة-م القدرة على القيام بالمهام التالية
- محاذاة سلاسل متعددة
- توجيه محاذاة التسلسل من خلال احتوائه على معلومات اضافية
- محاذاة بناء تراصف بنيوي متعدد
- محاكاة المجانسة (homology modeling ) من خلال (تكرار) الجمع بين بيانات محاذاة السلاسل والمحاذاة البنائية
- "التصفية "من BLAST أو غيرها من محاذاة
- الجمع بين العديد من برامج المحاذاة في تسلسل واحد Consensus sequence
- محاذاة الجينوم متعددة (genome alignment), (يمكن التأقلم والتعامل مع إعادة الترتيب)

## روابط خارجية
- Official website